# Sitona macularius
Sitona macularius är en skalbaggsart som först beskrevs av Thomas Marsham 1802.  Sitona macularius ingår i släktet Sitona, och familjen vivlar. Arten har ej påträffats i Sverige.

## Bildgalleri

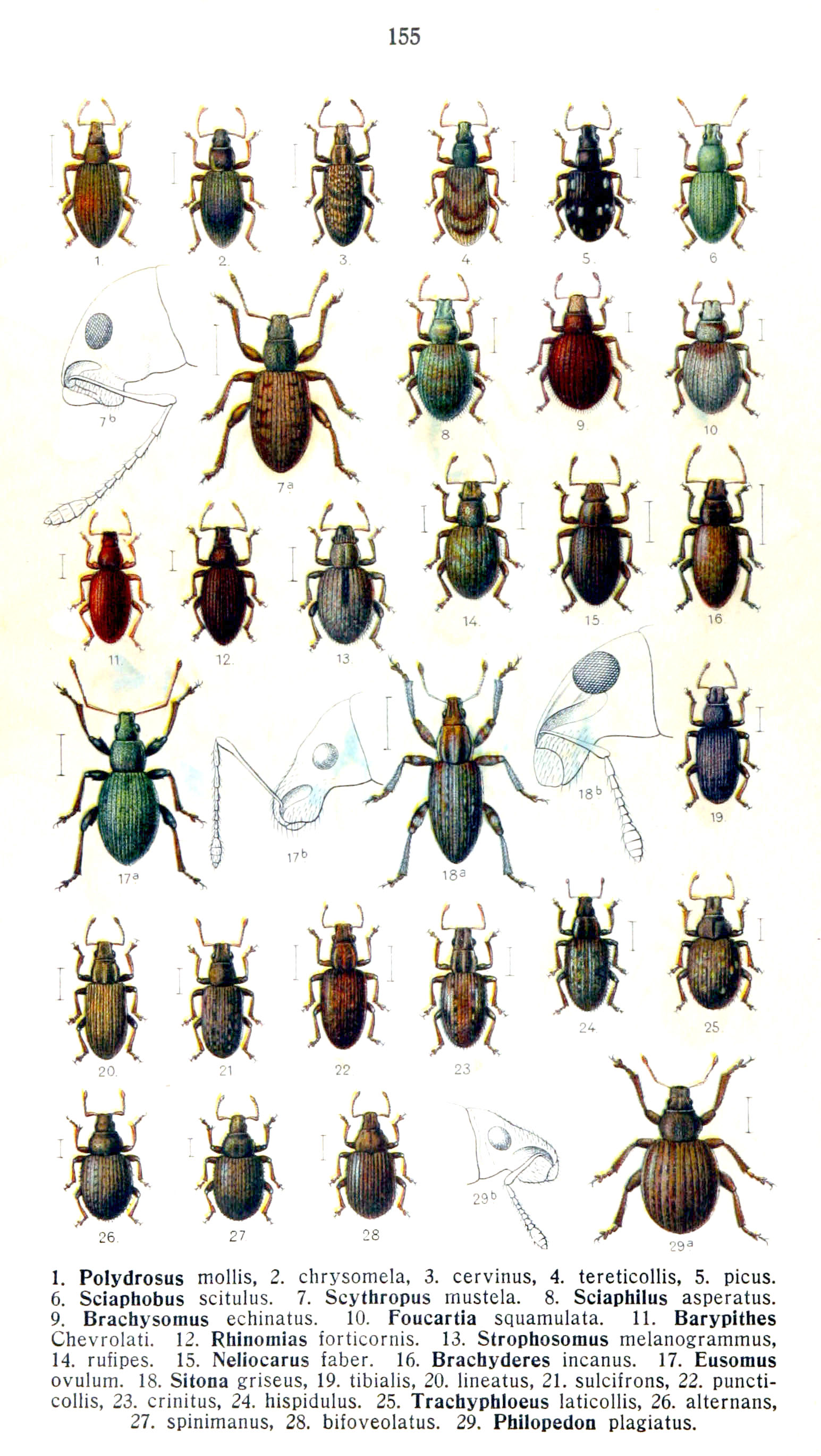
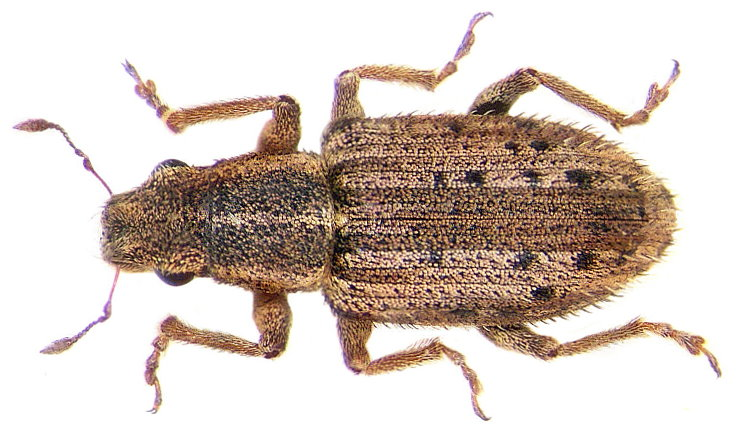
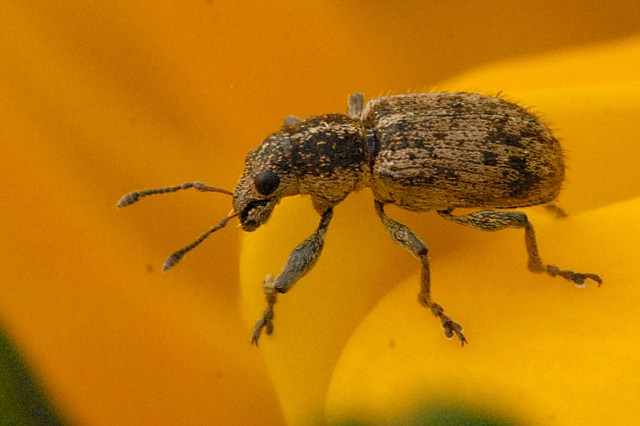